# 工布地区
工布（藏語：ཀོང་པོ་，威利转写：kong po，意为“凹地大谷口”），是西藏东部的一个传统地区，地处尼洋河上游，位于塔布地区东面，即现今西藏林芝市下属的巴宜区、工布江达县、米林县一带。工布地区原先划分为则拉宗、觉木宗、雪卡宗与工布江达宗四个宗。此外，传统上工布还分为上工布与下工布，位于则拉宗以上沿雅鲁藏布江的为上工布，其余的则为下工布。

## 历史
相传工布为吐蕃王朝所属的十二小邦之一。据第穆摩崖石刻记载，吐蕃第八代止贡赞普在权力斗争中被杀身亡后，其子聂赤与夏赤逃到工布地区。后来弟弟夏赤继承赞普王位成为布德共杰，其兄聂赤则留在工布被拥为工布王，开始了工布王的世袭。
到藏巴汗时期，工布设有宗制。17世纪甘丹颇章政权成立后，工布被封为阿沛、江中、甲拉等家族首领的领地，此后该地区长期由贵族统属。清朝嘉庆年间，工布恢复宗制。1959年中华人民共和国政府开展“西藏民主改革”运动之后，将则拉宗东北部与觉木宗东部、德木宗合并为林芝县（现为巴宜区），觉木宗西部与雪卡宗、三东宗合并为雪巴县（1964年撤销，分别划归工布江达、林芝、嘉黎三县），则拉宗西南部改为米林县，工布江达宗改为工布江达县。

## 文化
工布地区于每年藏历十月一日至五日为新年，称为“工布新年”。其地居民对外自称为“工布哇”，主要信仰藏传佛教格鲁派。